# IC 5126
IC 5126 — галактика типу Sb (компактна витягнута галактика) у сузір'ї Водолій.
Цей об'єкт міститься в оригінальній редакції індексного каталогу.